# Dyskritodon
Dyskritodon («зуб невідомого походження», від грецького δυσκρίτος, «dyskritos») — рід вимерлих ссавців ранньої крейди в Марокко та, можливо, ранньої юри в Індії. З невизначеною спорідненістю його попередньо описують як евтриконодонт.

## Опис
Типовий вид, D. amazighi, відомий із формації Ксар Метлілі в Атлаських горах, що належить до берріасу. Відомий з кількох молярів довжиною близько 1,85 мм. Ці зуби відомі тим, що мають досить високі та вузькі корони, мають три головні горбики, які зменшуються у висоті ззаду, а також два невеликі мезіальні горбики.
D. indicus відомий з одного нижнього корінного зуба з формації Кота, що датується геттангійсько-плінсбахським періодом. Він дуже схожий на D. amazighi, але відрізняється тим, що він менший (1,24 мм), має коротший задній корінь і деякі відмінності в горбках. Однак, порівняно з корінними зубами D. amazighi, він «значно менш повний».